# استپا د سان خوان
استپا د سان خوان (به اسپانیایی: Estepa de San Juan) یک دهستان در اسپانیا است که در سریا واقع شده‌است.

## خصوصیات
استپا د سان خوان ۱۰ کیلومترمربع مساحت و ۱۲ نفر جمعیت دارد.